# أنطونيو كورتيس هيريديا
أنطونيو كورتيس هيريديا (بالإسبانية: Antonio Cortés Heredia)‏ هو لاعب إسباني من مواليد 16 أبريل 2000 يلعب حاليا مع نادي غرناطة.

## مسيرته
بدأ مع نادي مع رديف نادي ملغا لعب معه 16 مباراة سجل فيها هدف واحد ثم تمت اعارته إلى نادي أل بالو ولعب معه 15 مباراة سجل فيها 6 أهداف ثم صعد إلى نادي ملغا الأول ولعب معه 14 مباراة سجل فيها 3 أهداف ثم في 2020 انتقل لنادي غرناطة وحاليا يلعب مع رايو فاليكانو.

## روابط خارجية
- أنطونيو كورتيس هيريديا على موقع قاعدة بيانات كرة القدم.إي يو (الإنجليزية)
- أنطونيو كورتيس هيريديا على موقع Soccerway.com (الإنجليزية)